# 瑪麗亞·安娜 (奧地利-泰申)
瑪麗亞·安娜（德語：Maria Anna von Österreich-Teschen，1882年1月6日—1940年2月25日），泰申公爵腓特烈大公的女兒，屬於哈布斯堡王朝的奧地利-泰申分支。

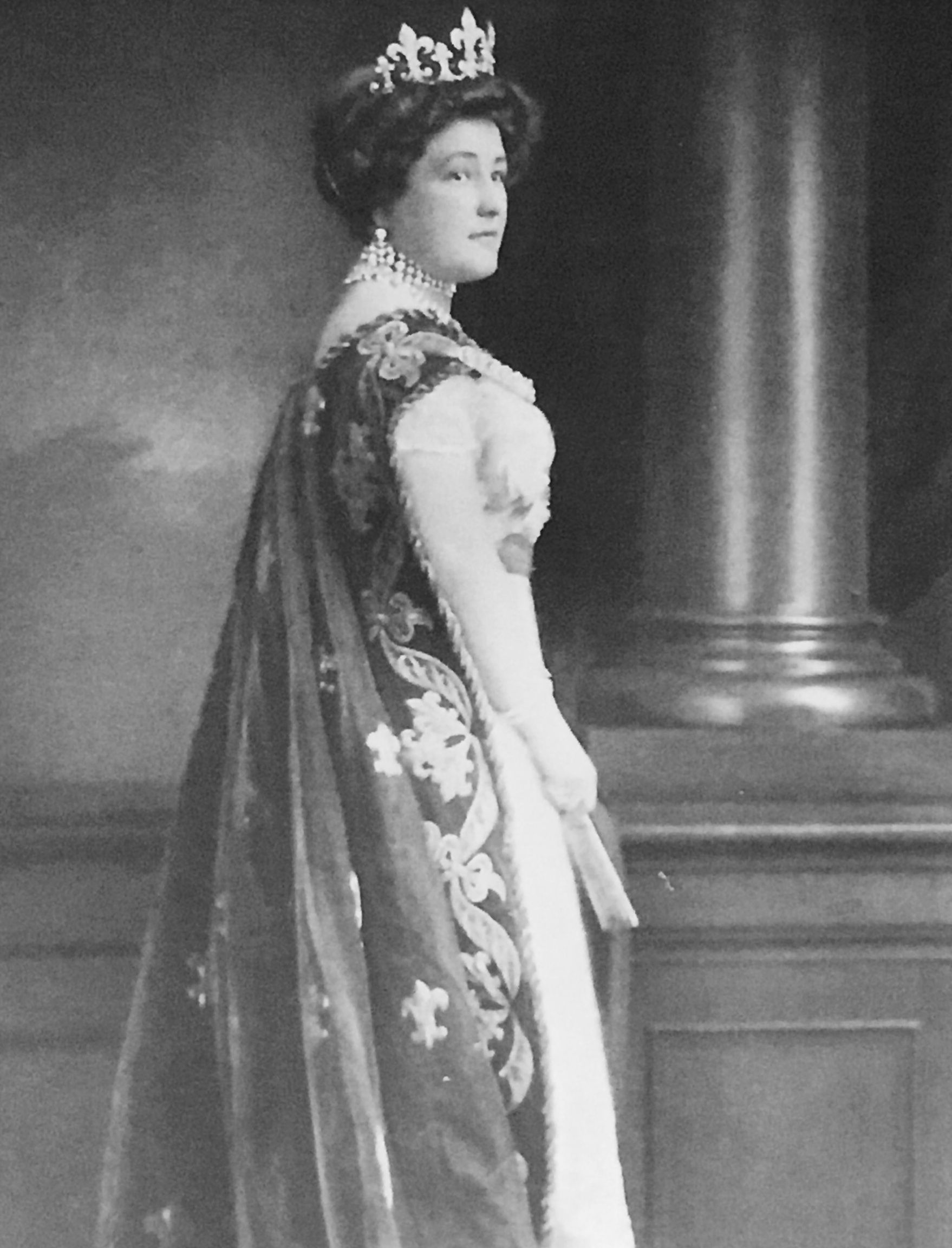
瑪麗亞·安娜，1902年。

## 家庭
1903年，瑪麗亞·安娜與波旁-帕爾馬的埃利亞結婚，兩人共有3子5女：
1. 埃莉莎貝塔（1904年—1983年）
2. 卡洛（1905年—1912年），夭折
3. 法蘭西絲卡（1906年—1994年）
4. 羅貝托·烏戈（1909年—1974年）
5. 法蘭切斯科（1913年—1959年）
6. 喬萬娜（1916年—1949年）
7. 艾莉絲（英语：Infanta Alicia, Duchess of Calabria）（1917年—2017年）
8. 克里斯蒂娜（1925年—2009年）